# Esplorazione del Sole

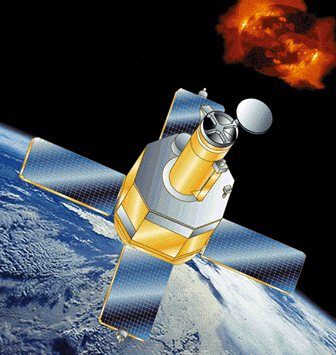
Rappresentazione artistica del satellite TRACE, progettato per osservare il sole nei raggi X.

Con l'avvento, nei primi anni cinquanta, dell'era spaziale e l'inizio delle esplorazioni del sistema solare, numerose sono state le sonde appositamente progettate per l'esplorazione del Sole, allo scopo fondamentalmente di studiarne le caratteristiche fisico-chimiche non rilevabili dal nostro pianeta.

## Inizi
I primi satelliti progettati per osservare il Sole furono i Pioneer 5, 6, 7, 8 e 9 della NASA, lanciati tra il 1959 e il 1968. Le sonde orbitarono attorno al Sole ad una distanza di poco inferiore a quella dell'orbita terrestre ed effettuarono le prime misure dettagliate del vento e del campo magnetico solare. La sonda Pioneer 9 operò per molto tempo, trasmettendo dati fino al 1987.
Negli anni settanta la sonda Helios 1 e la stazione spaziale Skylab fornirono agli scienziati nuovi e significativi dati sull'emissione del vento solare e sulla corona. Il satellite Helios 1 fu una joint-venture tra gli Stati Uniti e la Germania Ovest e studiò il vento solare attraverso un'orbita passante all'interno del perielio di Mercurio. La stazione spaziale, lanciata dalla NASA nel 1973, includeva un modulo che fungeva da osservatorio solare (denominato Apollo Telescope Mount) impiegato dagli astronauti che risiedevano nella stazione. Effettuò le prime osservazioni della zona di transizione solare e delle emissioni ultraviolette da parte della corona solare; vennero osservate anche le prime espulsioni di massa e i buchi della corona solare.

## Anni ottanta e primi anni novanta
La NASA lanciò nel 1980 la Solar Maximum Mission, costituita da una sonda progettata per osservare le radiazioni ultraviolette, i raggi gamma ed X emanati dai flare solari durante il periodo di massima attività. Tuttavia, dopo qualche mese di operatività, un guasto elettronico fece entrare la sonda in standby e rimase in questo stato per i successivi tre anni. Nel 1984 la missione STS-41C dello Space Shuttle Challenger riparò il guasto e la sonda acquisì migliaia di immagini della corona solare, prima di rientrare nell'atmosfera terrestre e disintegrarsi nel giugno 1989.
Il satellite giapponese Yohkoh (letteralmente raggio di Sole) venne lanciato nel 1991 e osservò i flare solari alle lunghezze d'onda dei raggi X. I dati raccolti permisero di identificare diversi tipi di flare e dimostrarono che la corona solare, anche nei periodi diversi da quelli di massima attività, fosse più attiva e dinamica di quanto non si supponesse in precedenza. La sonda entrò in modalità standby quando un'eclissi anulare nel 2001 le fece perdere l'orientamento verso il Sole; si è disintegrata durante il rientro in atmosfera nel 2005.
Una delle principali missioni solari è stata svolta dal Solar and Heliospheric Observatory (SOHO), frutto della collaborazione tra ESA e NASA, lanciato il 2 dicembre del 1995. Concepita inizialmente come una missione biennale, SOHO è operativa da oltre dieci anni, durante i quali si è dimostrata talmente utile che il lancio della missione successiva, la Solar Dynamics Observatory (SDO), è stato posticipato al 26 gennaio 2010. Situata in corrispondenza del punto di Lagrange tra la Terra e il Sole (in cui è uguale l'attrazione gravitazionale esercitata dai due corpi), SOHO ha garantito sin dal suo lancio una costante osservazione della nostra stella in gran parte delle lunghezze d'onda dello spettro elettromagnetico. Oltre all'osservazione solare, SOHO ha permesso di scoprire un gran numero di comete, gran parte delle quali classificate come radenti (un particolare tipo di cometa che al perielio passa molto vicino alla superficie solare).

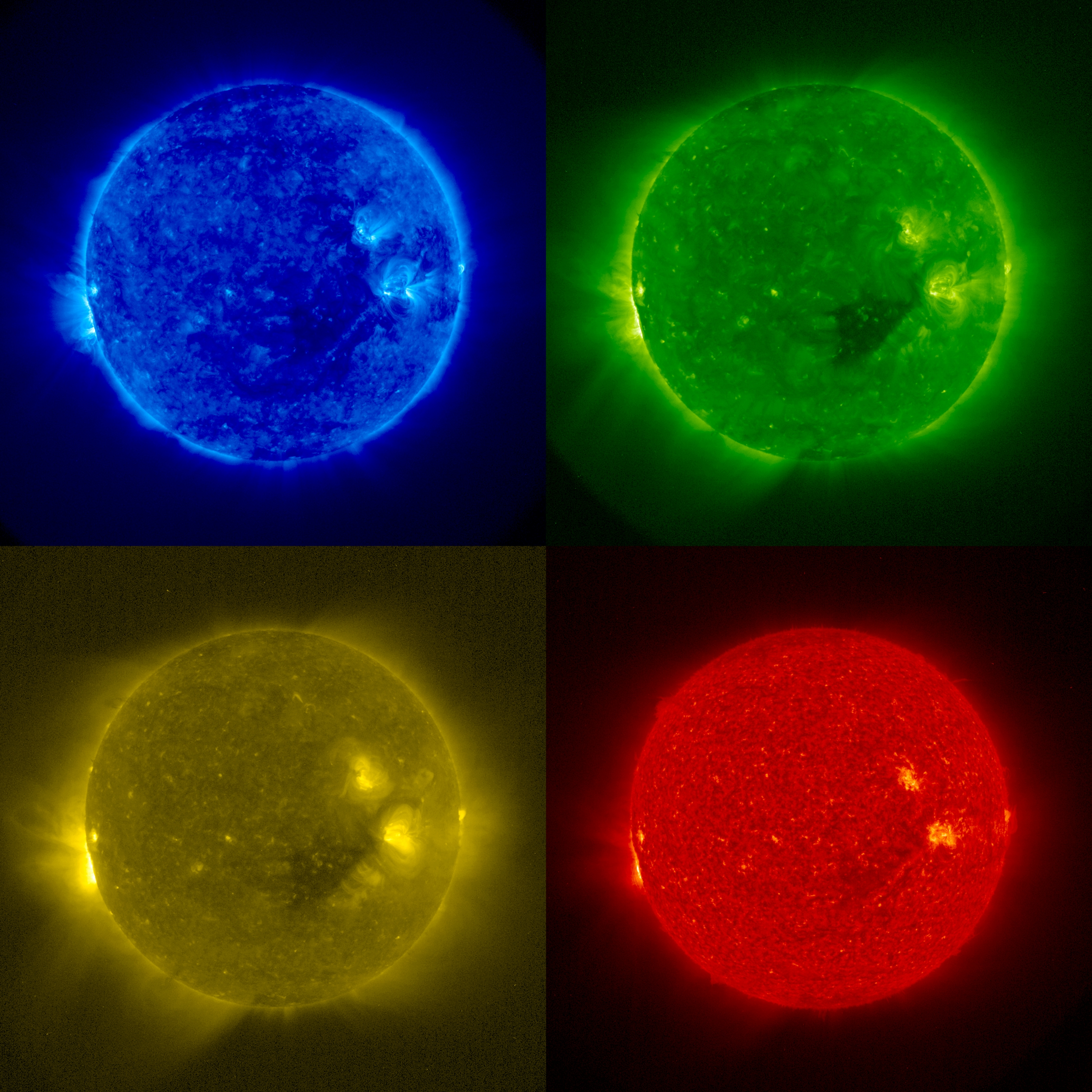
Alcune immagini del Sole riprese a differenti lunghezze d'onda dalla sonda STEREO.

Queste sonde hanno tuttavia effettuato osservazioni dettagliate solamente delle regioni equatoriali del Sole, visto che le loro orbite erano situate sul piano dell'eclittica. La sonda Ulysses venne invece progettata per studiare le regioni polari; lanciata nel 1990, fu inizialmente diretta verso Giove in modo da sfruttare l'effetto fionda gravitazionale del gigante gassoso ed allontanarsi dal piano delle orbite planetarie. Per una interessante coincidenza, la Ulysses si trovò in un buon punto per osservare la collisione della cometa Shoemaker-Levy 9 con Giove nel 1994. Una volta nell'orbita prevista, la sonda iniziò le misurazioni del vento solare e dell'intensità del campo magnetico.

## Fine anni novanta e anni duemila
Nel 1998 fu lanciata la sonda TRACE, finalizzata ad individuare le connessioni tra il campo magnetico della stella e le strutture in plasma associate, grazie anche all'ausilio di immagini ad alta risoluzione della fotosfera e della bassa atmosfera del Sole.
A differenza della fotosfera, ben studiata attraverso la spettroscopia, la composizione interna del Sole è poco conosciuta. La missione Genesis fu progettata per prelevare dei campioni di vento solare e avere una misura diretta della composizione della materia costituente la stella. La sonda rientrò sulla terra nel 2004 ma fu danneggiata dall'atterraggio a causa di un guasto al paracadute; sono stati comunque recuperati alcuni campioni, attualmente sotto analisi, dai resti del modulo della sonda.
Nell'ottobre 2006 è stata lanciata la missione Solar Terrestrial Relations Observatory (STEREO), che consiste di due navicelle identiche poste in orbite che permettono di ottenere una visione stereoscopica della nostra stella e dei suoi fenomeni.
Nell'agosto 2018 è stata lanciata la missione Parker Solar Probe, che prevede di fare arrivare un orbiter a meno di 6 milioni di km dal Sole (circa un decimo della distanza da Mercurio) dotato di uno scudo termico, dovendo resistere a temperature di 2000 °C.
Nel febbraio 2020 è stata lanciata la sonda Solar Orbiter, che prevede di effettuare osservazioni del Sole da un'orbita inclinata rispetto all'equatore e posta all'interno del perielio di Mercurio.